# Open Castilla y León 2023
L'Open Castilla y León 2023 è stato un torneo di tennis professionistico giocato sul cemento. È stata la 37ª edizione del torneo, facente parte della categoria Challenger 100 nell'ambito dell'ATP Challenger Tour 2023. È stata la 7ª edizione del torneo femminile, facente parte della categoria W25 con un montepremi di 25 000 $. Si è giocato all' Open Tennis Villa de El Espinar di Segovia, in Spagna, dal 24 al 30 luglio 2023.

## Partecipanti

### Teste di serie
| Nazionalità | Giocatore                 | Ranking* | Testa di serie |
| ----------- | ------------------------- | -------- | -------------- |
| Ungheria    | Márton Fucsovics          | 54       | 1              |
| Francia     | Hugo Grenier              | 135      | 2              |
| Stati Uniti | Nicolas Moreno de Alboran | 146      | 3              |
| Stati Uniti | Emilio Nava               | 171      | 4              |
| Italia      | Mattia Bellucci           | 173      | 5              |
| Spagna      | Pablo Llamas Ruiz         | 180      | 6              |
| Francia     | Antoine Escoffier         | 188      | 7              |
| Lituania    | Ričardas Berankis         | 194      | 8              |

* Ranking al 17 luglio 2023.

### Altri partecipanti
I seguenti giocatori hanno ricevuto una wild card per il tabellone principale:
- David Jordà Sanchis
- George Loffhagen
- Fernando Verdasco

Il seguente giocatore è entrato in tabellone con il ranking protetto:
- Pierre-Hugues Herbert

I seguenti giocatori sono entrati in tabellone come alternate:
- Antoine Bellier
- Gonçalo Oliveira
- Dominik Palán

I seguenti giocatori sono passati dalle qualificazioni:
- Iñaki Montes de la Torre
- Luca Potenza
- Edas Butvilas
- John Echeverría
- Adrià Soriano Barrera
- Miguel Damas

## Punti e montepremi
| Torneo    | Torneo              | V      | F     | SF    | QF    | 2T    | 1T    | Q | Q2  | Q1  |
| Singolare | Punti               | 100    | 60    | 36    | 20    | 9     | 0     | 5 | 2   | 0   |
| Singolare | Premi in denaro (€) | 16,020 | 9,415 | 5,555 | 3,240 | 1,900 | 1,160 | – | 580 | 290 |
| Doppio    | Punti               | 100    | 60    | 36    | 20    | –     | 0     | – | –   | –   |
| Doppio    | Premi in denaro (€) | 6,845  | 4,050 | 2,400 | 1,420 | –     | 800   | – | –   | –   |

## Campioni

### Singolare maschile
Pablo Llamas Ruiz ha sconfitto in finale  Antoine Escoffier con il punteggio di 7–6(9), 7–6(5).

### Singolare femminile
Maria Bondarenko ha sconfitto in finale  Ekaterina Reyngold con il punteggio di 6(4)–7, 6–0, 6–0.

### Doppio maschile
Dan Added /  Pierre-Hugues Herbert hanno sconfitto in finale  Francis Casey Alcantara /  Sun Fajing con il punteggio di 4–6, 6–3, [12–10].

### Doppio femminile
Rasheeda McAdoo /  Alexandra Osborne hanno sconfitto in finale  Yeonwoo Ku /  Diana Marcinkevica con il punteggio di 6–4, 6–3.